# Rad Mobile
Rad Mobile es un videojuego desarrollado por Sega-AM2 y publicado por Sega. Originalmente el juego fue distribuido para arcade en 1991 y en 1994 fue publicado para Sega Saturn bajo el nombre de Gale Racer. Sega distribuyó una versión llamada Rad Rally también en 1991 siendo la misma una versión de Rad Mobile para dos jugadores.

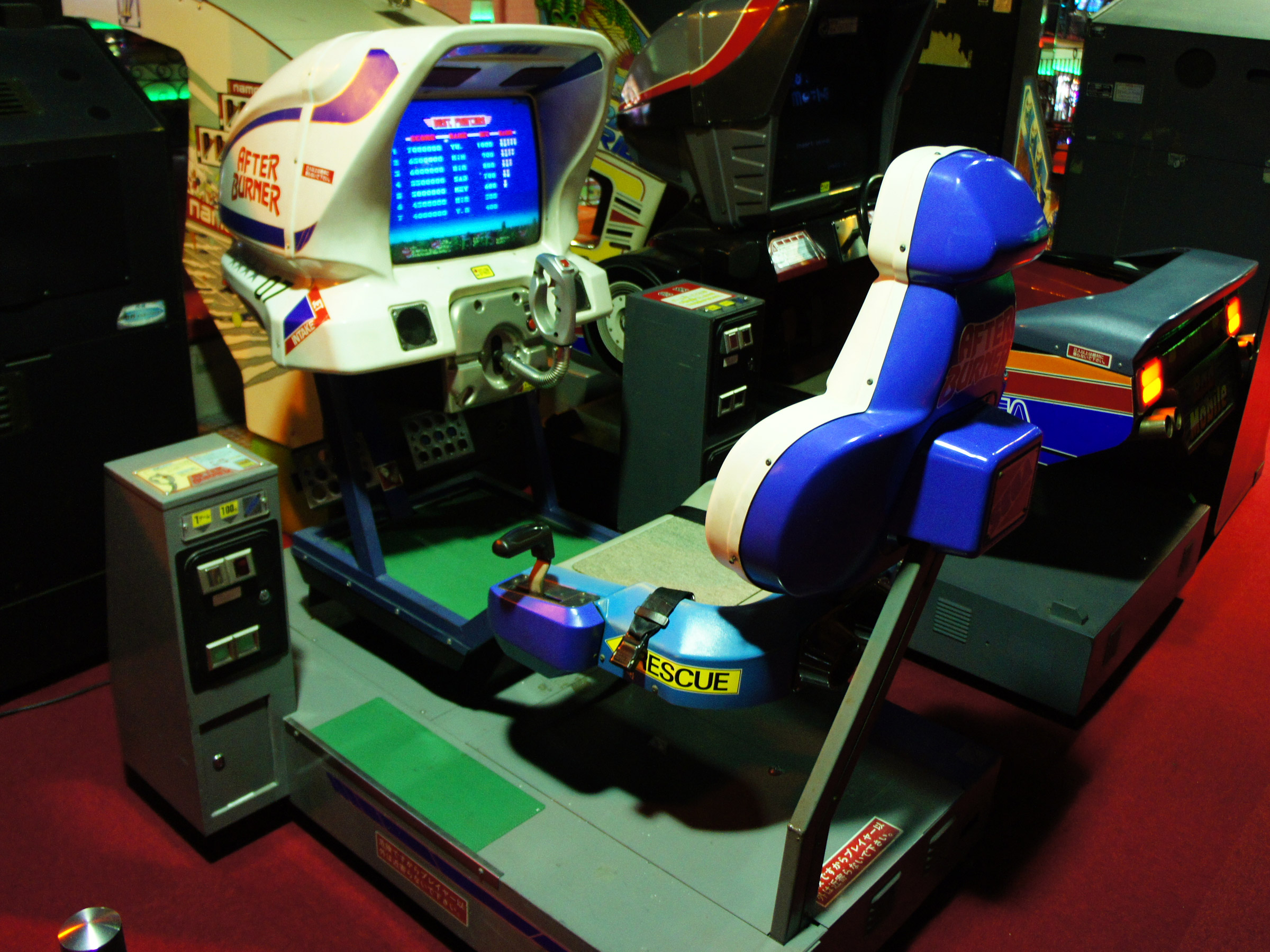
Una cabina del Rad Mobile detrás de una cabina de After Burner.

Rad Mobile fue el primer juego de Sega en utilizar procesadores de 32 bits.

## Jugabilidad
Rad Mobile se juega bajo una perspectiva de primera persona en donde el jugador participa en una carrera sin paradas, a través de los Estados Unidos, evitando tráfico y patrullas policiales, y tratando de completar la carrera dentro de un límite de tiempo predeterminado.
 El jugador conduce un prototipo del tipo Ferrari 330 P4 compitiendo contra quince automóviles rivales controlados por el ordenador. En algunas etapas el jugador puede activar los faros si la etapa es nocturna o el limpiaparabrisas en caso de lluvia; de no hacerlo se verá perjudicado con visibilidad restringida.

## Recepción
La revista británica Sinclair User puntuó a la versión para arcade con 74 puntos de un máximo de 100 mientras que la revista C+VG, también británica, mencionó en su crítica que Rad Mobile es un videojuego técnicamente magnífico y con gráficos 3D excepcionalmente realistas pero que carece de características originales.
La revista japonesa Famitsū puntuó la versión para Sega Saturn con 24 puntos de un máximo de 40. 

## Cameos
Sonic the Hedgehog aparece colgado en el espejo retrovisor como decoración, en la que es su primera aparición en un videojuego, incluso antes que en el primer juego publicado por Sega en el que fue protagonista.
En 1992, en la película Encino Man, uno de los protagonistas (Link, interpretado por Brendan Fraser) aparece jugando a la versión arcade de Rad Mobile.

## Versión para Sega Saturn
En 1994 el juego fue publicado para Sega Saturn como Gale Racer. Introdujo algunos cambios en relación con la versión para arcade, como por ejemplo la utilización de renderización de polígonos en lugar de sprites para los automóviles, la adición de una introducción de video de movimiento completo al iniciar el juego y una banda sonora nueva. Añadió además la posibilidad de guardar la partida.